# Nilos Sorskij
Nilos eller Nil Sorskij, borgerligt namn Nikolaj Majkov, född omkring 1433, död 1508, var en rysk ortodox munk och teolog.
Efter hemkomst från Athos grundade Nilos Sorskij (”av [floden] Sor[k]a”) ett eremitkloster. Då han själv var sträng asket, försökte han skapa en bättre slags munkar, som bättre motsvarade det kristna idealet. Från och med kyrkomötet i Moskva 1503 uppträdde Nilos energiskt mot klostrens jordäganderätt, som han betraktade som demoraliserande. Hans främsta verk är hans Klosterstadga (Ustav) och Florilegium (Sobornik).